# 静岡市立井宮北小学校
静岡市立井宮北小学校（しずおかしりつ いのみやきたしょうがっこう）は、静岡県静岡市葵区上伝馬にある公立小学校。なお「井宮」を称しているが、所在地・学区ともに同市葵区井宮町域には含まれていない。

## 沿革
- 1974年（昭和49年）
  - 4月1日 - 設立[1]。
  - 4月5日 - 開校式[1]。
- 1994年（平成6年）2月19日 - 学校創立20周年記念式典[1]。
- 2004年（平成16年）2月7日 - 創立30周年記念式典[1]。

## 通学区域
葵区

| - 秋山町 - 伊呂波町 - 上伝馬の一部 - 桜町二丁目 - 昭府町 - 昭府一丁目・二丁目 | - 新伝馬一丁目・二丁目のそれぞれ一部 - 新伝馬三丁目 - 堤町 - 松富一丁目の一部 - 与一一丁目 |

## アクセス
- しずてつジャストライン安倍線 「松富団地入口」停留所から、徒歩5分